# Steinmauern
Steinmauern là một thị trấn thuộc huyện Rastatt ở bang Baden-Württemberg nước Đức. Đô thị này có diện tích 12,04 km², dân số thời điểm 31 tháng 12 năm 2006 là 2904 người.